# M. Choufleuri restera chez lui le ...
M. Choufleuri restera chez lui le ... (Meneer Bloemkool blijft thuis op...) is een opéra-bouffe in één akte van Jacques Offenbach op een libretto van M. de St Rémy (Duc de Morny), met mogelijke bijdragen van Ludovic Halévy, Hector Crémieux en Ernest Lépine. De wereldpremière vond in besloten kring plaats op 31 mei 1861 in het Présidence du Corps Légistlatif, Palais Bourbon te Parijs.
De titel ("Monsieur C. blijft thuis...") verwijst naar de destijds gangbare methode onder chique lieden om elkaar uit te nodigen: in plaats van iemand rechtstreeks uit te nodigen stuurde men bericht dat men op een bepaald moment 'thuisbleef' - de ontvanger trok dan de (terechte) conclusie dat er iets georganiseerd werd waarbij hij welkom was.
De in het stuk voorkomende zangers (de tenor Giovanni Battista Rubini, de bariton Antonio Tamburini en de sopraan Henriette Sontag) waren de beroemdste en meest succesvolle zangers van hun tijd. 
De eenakter is sinds de jaren zeventig van de twintigste eeuw ook regelmatig opgevoerd in Nederland, in een vertaling/bewerking van Joop C.G. Fransen. In deze bewerking zijn de originele namen soms vervangen door die van recentere grote stemmen zoals Iwan Rebroff en Maria Callas en later (jaren negentig en daarna) ook door o.a. Henk Poort en Kiri te Kanawa.

## Inhoud
Parijs, 24 januari 1833.
Ernestine, de dochter van de ondernemer meneer Choufleuri, is zojuist thuisgekomen van kostschool. Ze heeft direct een liefde opgevat voor hun buurman, Chrysodule Babylas, een componist. Haar vader mag het echter niet weten, want die is wars van al wat vreemd is, en bovendien kent hij de buurman niet. Ze hebben echter een code afgesproken: als Choufleuri niet thuis is, speelt Ernestine een deuntje op de piano, waarna Babylas door het raam binnenkomt. Ze zingen samen een stuk uit zijn nieuwe opera, maar dan komt Choufleuri thuis en Babylas smeert 'm weer door het raam. Choufleuri is erg opgewonden, want hij wil zich voor gaan doen als mecenas voor de muziek en daarom heeft hij een muziekavondje georganiseerd waarbij hij de wereldberoemde operazangers Giovanni Battista Rubini, Antonio Tamburini en Henriette Sontag heeft uitgenodigd om stukken uit Italiaanse opera's te komen zingen. Zijn Belgische butler Peterman is daarvoor uitgedost als Engelse butler met de naam John, door Choufleuri steevast uitgesproken als Jaune, wat volgens Peterman in Brussel een kleur is. Peterman begrijpt de hele gang van zaken sowieso niet zo goed.
Dan komt de post en Choufleuri krijgt drie brieven, waarvan er twee ronduit onaardig zijn, maar de derde doet hem de das om: Rubini, Tamburini en Sontag zijn ziek en komen dus niet. Wat nu?
Ernestine weet raad en speelt haar deuntje op de piano. Prompt staat Babylas binnen en Ernestine vertelt wat er aan de hand is. Babylas vertelt dat hij bijna een dubbelganger van Rubini is, Ernestine heeft zangtalent en kan best Sontag spelen - de uitgenodigde gasten kennen haar tenslotte toch niet - en Choufleuri moet dan zelf maar Tamburini spelen. Het feit dat ze geen Italiaans spreken is niet van belang. 
De gasten arriveren, en na enige misverstanden neemt het concert een aanvang. De drie 'zangers' geven een concert ten beste in zelf-bedacht pseudo-italiaans, de gasten hebben niets in de gaten, en het wordt een groot succes. Na afloop fluistert Babylas Choufleuri in het oor dat hij met Ernestine wil trouwen en een toelage wil hebben, anders zal hij alles bekendmaken. Choufleuri wil niet afgaan voor zijn gasten en heeft geen andere keus dan met zijn eisen akkoord te gaan.
Ba-ta-clan (1855) · 
Les deux aveugles (1855) ·
La bonne d'enfant (1856) ·
Le mariage aux lanternes (1857) ·
Orphée aux Enfers (1858) · 
Geneviève de Brabant (1859) ·
Daphnis et Chloé (1860) ·
M. Choufleuri restera chez lui le ... (1861) · 
Le pont des soupirs (1861) · 
La belle Hélène (1864) · 
Barbe-bleue (1866) · 
La vie parisienne (1866) ·
La Grande-Duchesse de Gérolstein (1867) · 
Robinson Crusoé (1867) · 
L'île de Tulipatan (1868) · 
La Périchole (1868) ·
Les brigands (1869) ·
Pomme d'Api (1873) ·
Bagatelle (1874) ·
Le voyage dans la lune (1875) ·
Madame Favart (1878) · 
La fille du tambour-major (1879) ·
Les contes d'Hoffmann (1880—onvoltooid)